# Olle Hamngren
Hans Olle Hamngren, född 13 mars 1960 i Karlskrona, är en svensk målare och grafiker.
Hamngren studerade konst vid Kungliga Konsthögskolan i Stockholm 1980-1985 och vid Atelier 17 i Paris 1985-1986. Han har specialiserat sig på att måla porträtt i en fotorealistisk stil. Till hans mer kända porträtt märks de över Göran Persson, Anneli Alhanko och Carl XVI Gustaf. Förutom privata företag, kommuner och landsting är han representerad vid ett flertal museum.

## Representerad vid
- Moderna museet[2] i Stockholm
- Nationalmuseum/Gripsholm[3]
- National Gallery of Ireland[4]
- Göteborgs konstmuseum
- Göteborgs universitet[5]
- De Kungliga Slotten[6]
- Nordiska museet[7]
- Livrustkammaren
- Uppsala universitets samlingar
- Eksjö museum
- Statens konstråd
- Sveriges allmänna konstförening
- Vetenskapsakademins porträttsamling[8]
- Kalmar konstmuseum[9]